# Mali Lošinj
Mali Lošinj (în italiană Lussinpiccolo) este un oraș în cantonul Primorje-Gorski kotar, Croația, având o populație de 8.116 locuitori (2011).

## Demografie
Componența etnică a orașului Mali Lošinj
     Croați (85,73%)
     Sârbi (4,85%)
     Albanezi (1,9%)
     Italieni (1,87%)
     Bosniaci (1,86%)
     Necunoscut (1,06%)
     Neclasificat (1,95%)
Componența confesională a orașului Mali Lošinj
     Catolici (80,17%)
     Fără religie și atei (6,11%)
     Ortodocși (5,03%)
     Musulmani (3,89%)
     Agnostici și sceptici (1,15%)
     Necunoscută (3,2%)
     Alte religii (0,44%)
Conform recensământului din 2011, orașul Mali Lošinj avea 8.116 locuitori. Din punct de vedere etnic, majoritatea locuitorilor (85,73%) erau croați, existând și minorități de sârbi (4,85%), albanezi (1,9%), italieni (1,87%) și bosniaci (1,86%). Apartenența etnică nu este cunoscută în cazul a 1,06% din locuitori. Din punct de vedere confesional, majoritatea locuitorilor (80,17%) erau catolici, existând și minorități de persoane fără religie și atei (6,11%), ortodocși (5,03%), musulmani (3,89%) și agnostici și sceptici (1,15%). Pentru 3,2% din locuitori nu este cunoscută apartenența confesională.